# Платов, Михаил Михайлович
Михаил Михайлович Платов (1925—1988) — младший сержант Советской Армии, участник Великой Отечественной войны, Герой Советского Союза (1945).

## Биография
Михаил Платов родился 12 декабря 1925 года в селе Фоминское (ныне — Чухломский район Костромской области). После окончания шести классов школы работал в колхозе и на лесозаготовках. В январе 1943 года Платов был призван на службу в Рабоче-крестьянскую Красную Армию. С декабря того же года — на фронтах Великой Отечественной войны. В боях был ранен.
К декабрю 1944 года младший сержант Михаил Платов командовал радиоотделением батареи 320-го гаубичного артиллерийского полка 25-й гаубичной артиллерийской бригады 7-й артиллерийской дивизии прорыва 46-й армии 2-го Украинского фронта. Отличился во время освобождения Венгрии. В ночь с 4 на 5 декабря 1944 года Платов в составе передовой группы переправился через Дунай к югу от Будапешта и принял активное участие в боях за захват и удержание плацдарма, держа бесперебойную связь с командованием полка и корректируя огонь артиллерии. Во время штурма Будапешта Платов, закрепившись на водонапорной башне, успешно корректировал огонь артиллерии своего полка.
Указом Президиума Верховного Совета СССР от 24 марта 1945 года за «мужество и героизм, проявленные при форсировании Дуная», младший сержант Михаил Платов был удостоен высокого звания Героя Советского Союза с вручением ордена Ленина и медали «Золотая Звезда» за номером 8819.
В 1950 году Платов был демобилизован. Проживал и работал в Ленинграде. Умер 30 мая 1988 года, похоронен на Большеохтинском кладбище Санкт-Петербурга.
Был также награждён орденом Отечественной войны 1-й степени и рядом медалей.